# Ignasi de Sagarra i de Castellarnau
Ignasi de Sagarra i de Castellarnau (Barcelona, 9 d'octubre de 1889 - Barcelona, 20 de gener de 1940) fou un entomòleg, ornitòleg i conservador de zoologia català.
Especialista en lepidopterologia, va ser membre de la Institució Catalana d'Història Natural, de la qual va ser president el 1917. Va ser conservador dels lepidòpters i dels ocells al Museu de Ciències Naturals de Barcelona, i director de l'Aquari i del Parc Zoològic. Durant la Guerra civil espanyola es va exiliar a França on exercí a l'Escola d'Agricultura a Sant Somplesi al Tarn.
Va publicar nombroses obres com Lepidòpters nous per a la fauna catalana (1915), Contribució a un catàleg de lepidòpters de Catalunya (1911-15), Noves ornitològiques (1915) o Anotacions a la lepidopterologia ibèrica (1925-30).
La seva col·lecció de més 60 000 exemplars de lepidòpters, actualment formen la base de la col·lecció actual del Museu de Zoologia de Barcelona, sent una de les més importants de l'Estat i la més nombrosa dels Països Catalans.

## Família
Ignasi de Sagarra és fill de l'historiador i polític Ferran de Sagarra i germà de l'escriptor Josep Maria de Sagarra. És oncle de Joan de Sagarra i cunyat de Mercè Devesa.